# Cristhian Stuani
Artikeln följer den spanska namnseden; faderns efternamn är Stuani och moderns efternamn Curbelo.
Cristhian Ricardo Stuani Curbelo, född 12 oktober 1986 i Tala, Canelones i Uruguay, är en professionell fotbollsspelare. Han är anfallare och spelar för Girona.